# Politkowski (1866)
Politkowski – mała parowa kanonierka bocznokołowa, należąca do Marynarki Wojennej Imperium Rosyjskiego, odsprzedana przez cara Rosji w 1867 Stanom Zjednoczonym w ramach kupna Alaski przez rząd USA.
Wybudowana w 1866 w Sitce na Alasce z cyprysika nutkajskiego. W latach 60. XIX wieku, używana przez Marynarkę Wojenną Imperium Rosyjskiego do patrolowania południowej Alaski. Po wykupieniu Alaski przez rząd USA, kanonierka została przeniesiona na północno-zachodnie wybrzeże Alaski, gdzie otrzymała miano Polly i służyła jako holownik parowy. W 1906 podczas gorączki złota zatonęła na rzece Jukon.